# Lindsaea werneri
Lindsaea werneri är en ormbunkeart som beskrevs av Eduard Rosenstock. Lindsaea werneri ingår i släktet Lindsaea och familjen Lindsaeaceae. Inga underarter finns listade.